# Alopecosa balinensis
Alopecosa balinensis är en spindelart som först beskrevs av Louis Giltay 1935.  Alopecosa balinensis ingår i släktet Alopecosa och familjen vargspindlar.
Artens utbredningsområde är Bali. Inga underarter finns listade i Catalogue of Life.